# Motormühle Groß Börnecke

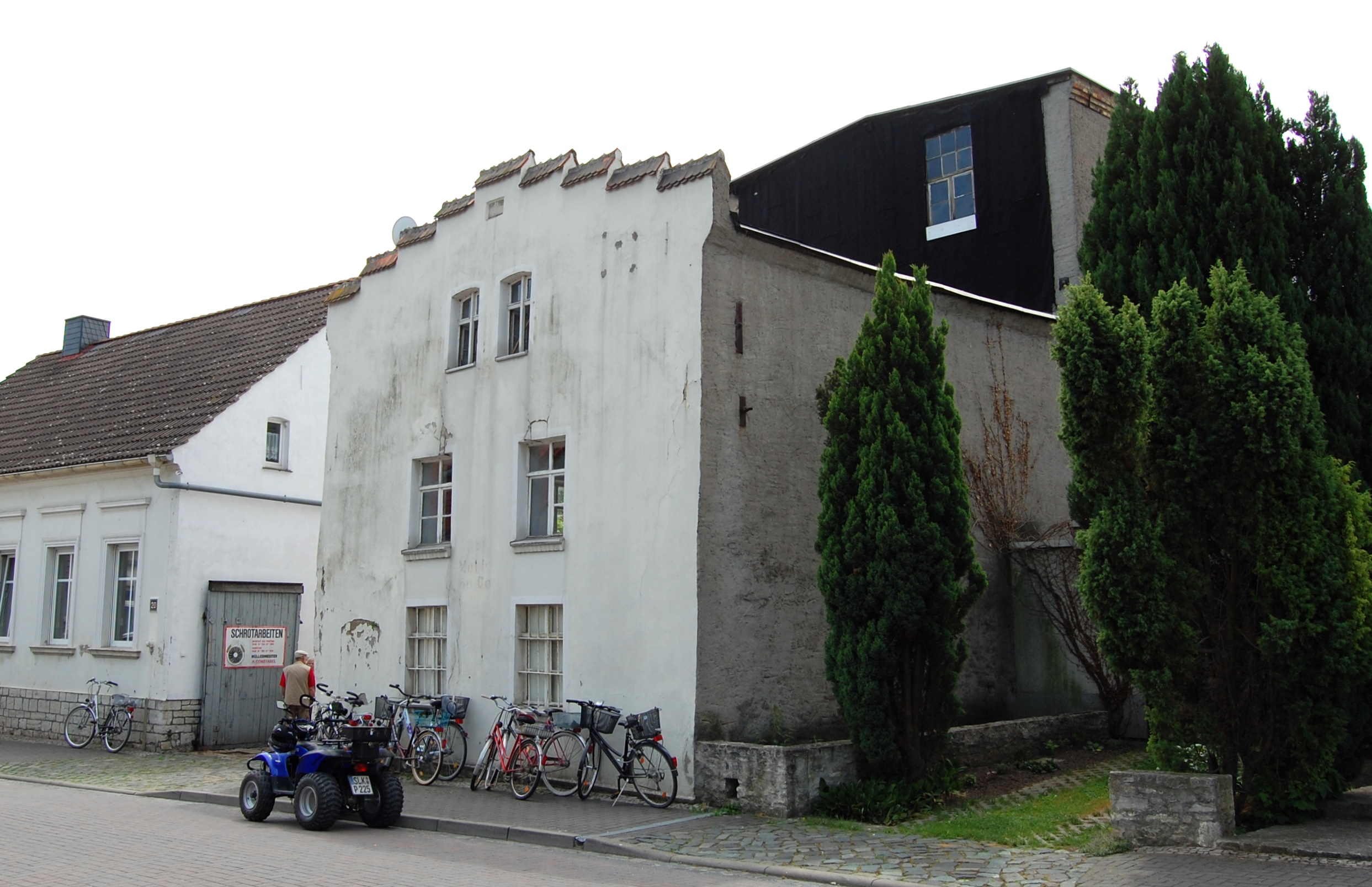
Motormühle Groß Börnecke

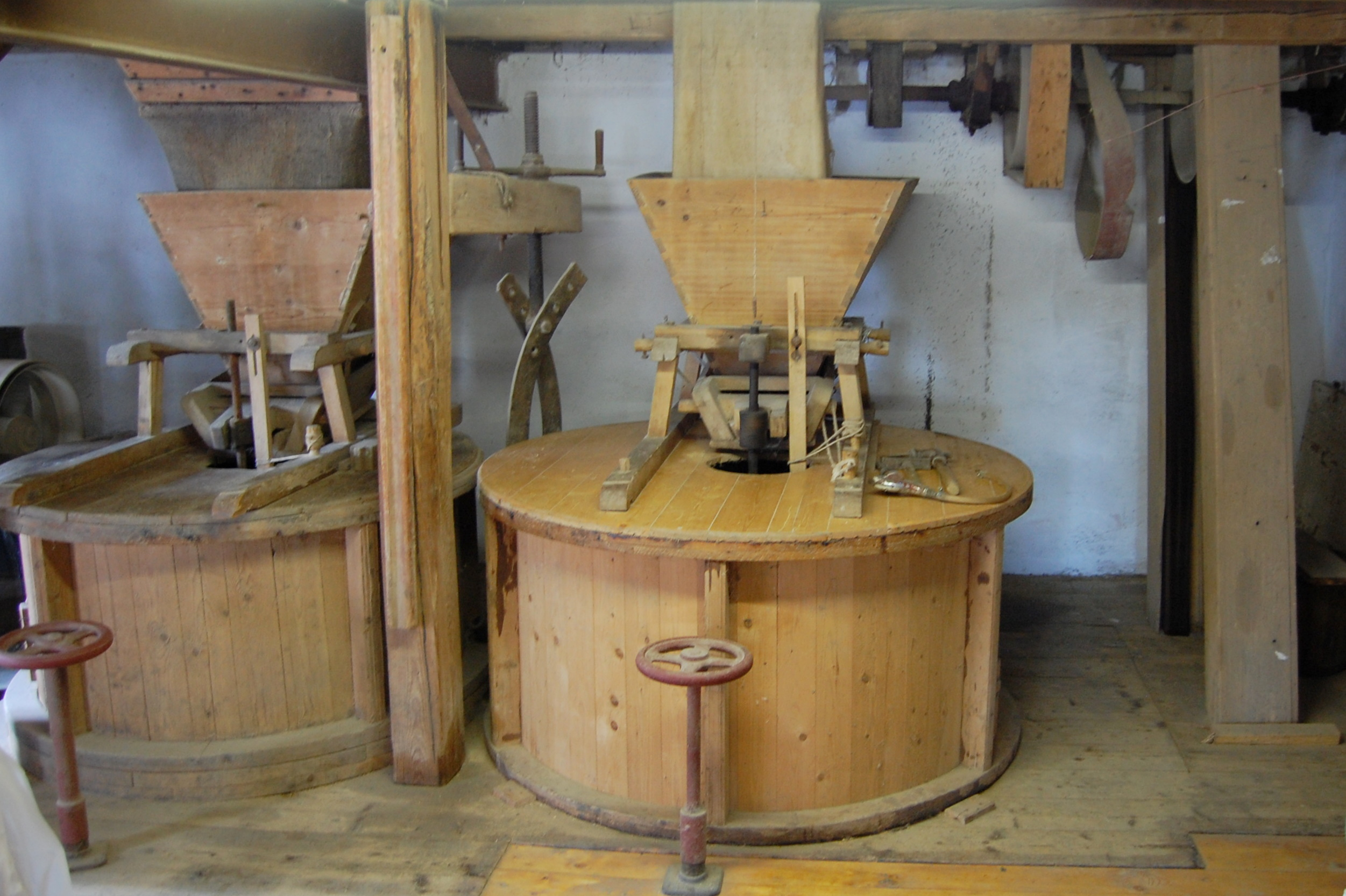
Mühlentechnik

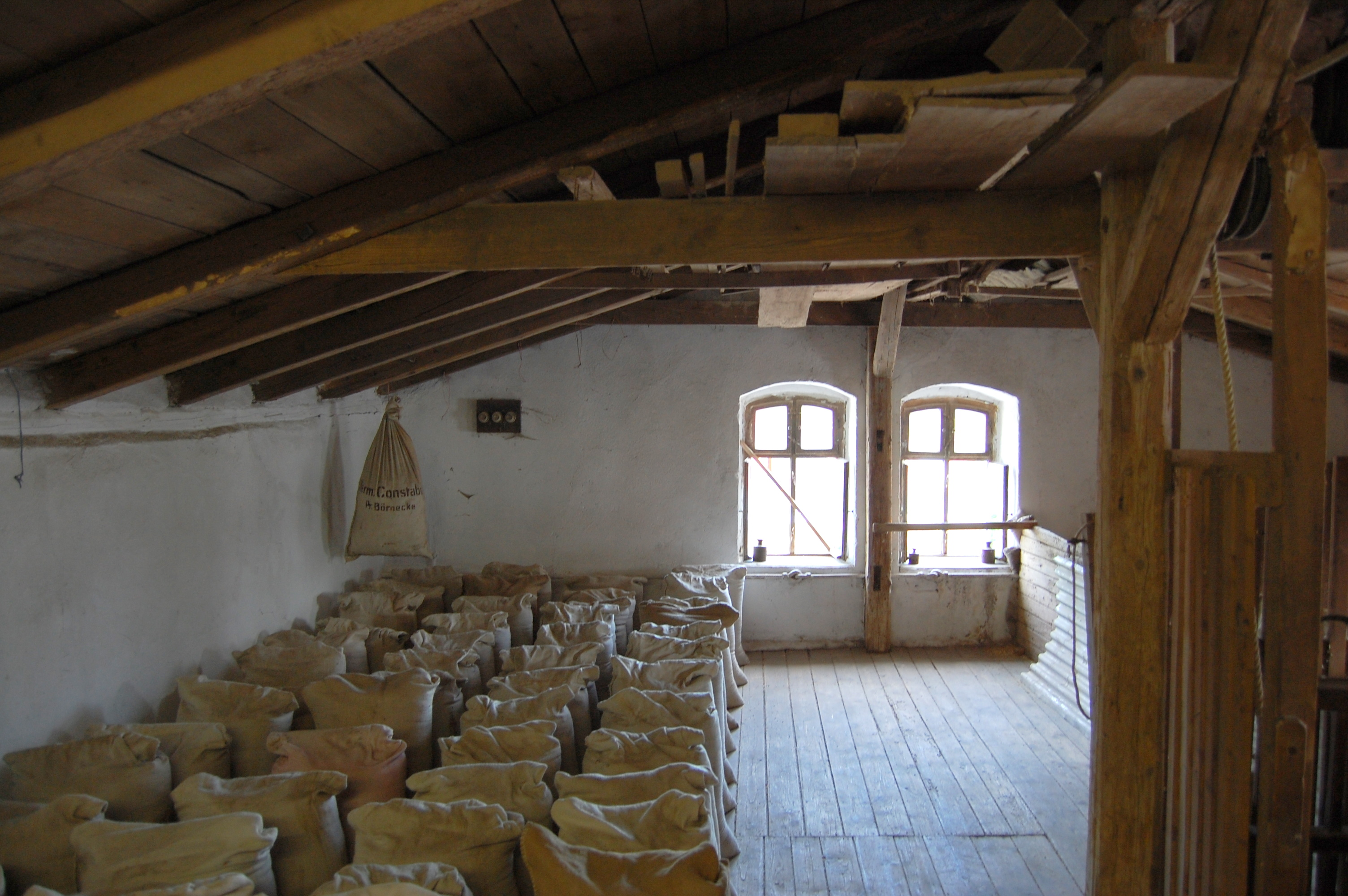
Innenansicht

Die Motormühle Groß Börnecke ist eine historische Motormühle in Groß Börnecke in Sachsen-Anhalt.
Die Mühle entstand im 19. Jahrhundert innerhalb einer Hofanlage im Ort. Die technische Einrichtung ist aus dieser Zeit vollständig erhalten, wobei die Technik einer Windmühle zum Einsatz kam. Vorhanden sind Mahlgang, Schrotgang, Walzenstuhl und Schlagnasenmühle. Auch Sicht- und Mischmaschine sowie Reinigung sind erhalten. Hinzu kommen mühlentechnische Hilfseinrichtungen wie Elevatoren, Fahrstuhl, Förderschnecken und Getreideannahme.
Da staatlicherseits in der Zeit der DDR dem die Mühle übernehmenden Familienmitglied eine wirtschaftlich selbständige Tätigkeit nicht ermöglicht wurde, unterblieben die eigentlich technisch erforderlichen Modernisierungen, so dass die historische Einrichtung erhalten geblieben ist. Heute arbeitet die Mühle im Wesentlichen für den Eigenbedarf. Darüber hinaus nimmt die Mühle an Aktionen wie dem Deutschen Mühlentag teil und dient so musealen Zwecken.